# Classe Boreï
Pour les articles homonymes, voir Borée (homonymie).
La classe Boreï (code OTAN, du mot russe « Борей » signifiant « Borée » est la classe de sous-marins nucléaires lanceurs d'engins (SNLE) de 4e génération de la Flotte maritime militaire de Russie. Il s'agit du premier SNLE développé par la Russie depuis la chute de l'Union soviétique. Ce programme, tout d'abord dénommé « Projekt 935 » jusqu'à son gel dans les années 1990, sera ensuite remanié et portera le code « Projekt 955 ». Le navire de tête, le Iouri Dolgorouki (nommé d'après le fondateur de Moscou), entame ses essais en mer le 19 juin 2009 pour une livraison dans le courant de l'année,.
Ces sous-marins sont construits par Sevmash (en russe : ОАО « ПО" Севмаш " », Севмаш, СМП), entreprise de construction navale basée à Severodvinsk, une ville portuaire russe sur la mer Blanche. 

## Historique

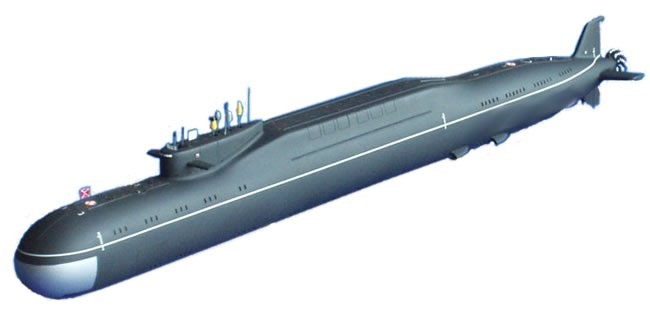
Project 955

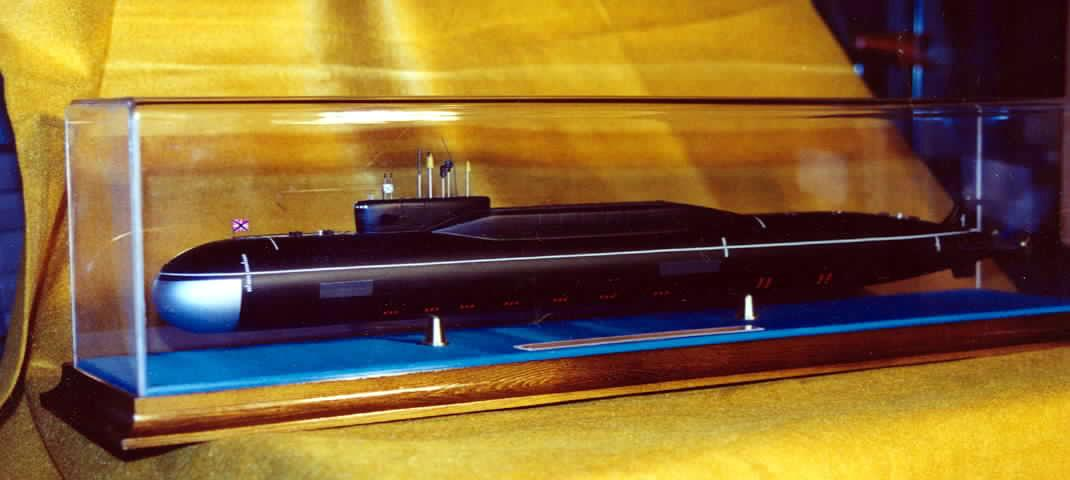
Maquette de la première version de la classe Boreï (pré-1998).

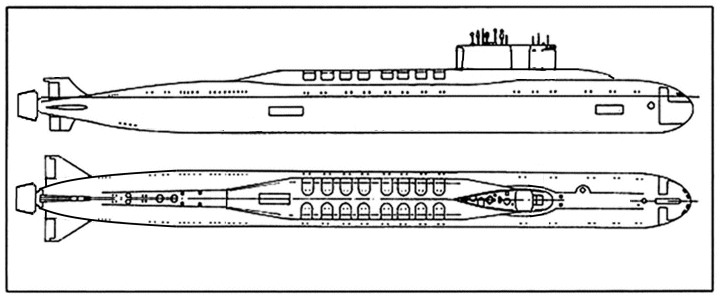
Diagramme d'un sous-marin de classe Boreï.

La classe Boreï est destinée à remplacer les bâtiments de classe Typhoon et devait initialement être lancée en 2001 pour une mise en service en 2004. Un total de 8 exemplaires est annoncé. L'échec des 3 tirs du Missile mer-sol balistique stratégique R-39M Grom (dérivé du R-39 Rif (en) qui équipe alors les Typhoon) menés à partir de 1996 puis son abandon retardent la construction du premier sous-marin, le Iouri Dolgorouki .
Début 1999, il apparaît que la construction du Iouri Dolgorouki est interrompue et que le lancement est reporté à 2005 avec une mise en service entre 2007 et 2010, selon le déblocage des financements adéquats. Ces derniers le sont en décembre 2000, alors que la construction du Iouri Dolgorouki est terminée à 47 %. Le choix du missile R-30 Boulava comme Missile mer-sol balistique stratégique (sigle MSBS) est entériné mais le stylisme du bâtiment avait déjà été modifié en conséquence dès 1998. Cependant, si le Iouri Dolgorouki est lancé le 15 avril 2007 (alors qu'il est à 82 % d'achèvement), les problèmes récurrents du Boulava devaient retarder la mise en service des sous-marins de classe Boreï, puisque 7 SNLE de classe Delta IV seront désarmés jusqu’au milieu des années 2010. Pour la marine russe, la classe Boreï est moins le moyen d'assurer la pérennité de la dissuasion nucléaire (assurée par les missiles balistiques intercontinentaux mobiles des troupes des missiles stratégiques) que de prouver son utilité stratégique (et ses budgets), alors que sa modernisation récente donne la priorité au combat littoral (avec la mise en service de nouvelles corvettes) au détriment de la haute mer.
Les sous-marins de ce type sont équipés d’une cellule de sauvetage capable de prendre à bord la totalité de l’équipage.
En 2014, une nouvelle série d'essais du Boulava est programmée. Si elle est un succès, les deux premiers bâtiments équipés seront le Iouri Dolgorouki et le Alexandre Nevski.
Un troisième sous-marin SNLE le Vladimir Monomakh, en phase de tests terminale, a été remis à la Marine russe le 19 décembre 2014[réf. souhaitée]. Des essais balistiques seront réalisés en mer en 2015.

### Projet 955A (Boreï-A)

Classe Borei

Classe Borei-A

Les unités du projet 955A comprennent des systèmes de communication et de détection améliorés, une signature acoustique améliorée et ont des changements structurels majeurs tels que l'ajout de gouvernails mobiles et des plaques d'extrémité verticales pour une plus grande maniabilité, et une géométrie différente,. De plus, ils sont équipés de jets hydrauliques et d'hélices améliorées qui leur permettent de naviguer à près de 30 nœuds tout en étant immergés avec un minimum de bruit. Bien qu'il ait été signalé pour la première fois qu'il transporte 20 missiles SLBM R-30 Boulava, le 955A sera armé de 16 SLBM avec 6 à 10 ogives nucléaires chacun, tout comme les sous-marins du projet 955 initial.
Le contrat pour cinq sous-marins 955A modifiés a été retardé à plusieurs reprises en raison d'un différend sur les prix entre le ministère russe de la Défense et la United Shipbuilding Corporation. Le contrat a été officiellement signé le 28 mai 2012.
La quille du premier sous-marin 955A, le Knyaz Vladimir (Prince Vladimir), a été posée le 30 juillet 2012, lors d'une cérémonie en présence du président russe Vladimir Poutine. Deux sous-marins supplémentaires du projet 955A ont été commencés, un fin 2015 et un fin 2016.
Selon un responsable de Sevmash, Vitaliy Bukovskiy, tous les sous-marins Borei-A doivent être équipés de bains (banias, translittération du russe) capables d'accueillir 3 à 4 personnes.
En novembre 2017, le chef de l'état-major général des forces armées Valery Gerasimov a annoncé l'étude d'une nouvelle variante de la classe Boreï, le Projet 955B / Borey-B. Cependant, La version 955B Borey-B n'est pas inscrite au plan de développement 2018-2027 de la flotte.

Schéma du sous-marin du projet 955.
1, 3 — tubes lance-torpilles ; 2 — antenne principale ; 4 — gouvernails horizontaux rétractables à l'avant ; 5 — lanceur ; 6 — réservoir de remplacement des torpilles ; 7 — trappe de chargement des torpilles ;
8, 44 — réservoir d'assiette ; 9 — 1er compartiment (torpilles) ; 10, 20 — groupes de batteries de stockage ; 11, 41 — bouée de secours ; 12 — locaux d'habitation ; 13 — 2e compartiment (de commandement) ; 14 — enceintes d'équipement de guerre électronique et d'équipements auxiliaires ; 15 — poste central et système de contrôle de combat automatisé ; 16, 32 — ballasts principaux ; 17 — antenne sonar ; 18 — enceintes des systèmes généraux du navire ; 19 — passerelle de navigation ; 21 — troisième compartiment des armes radiotechniques ; 22 — silos SLBM ; 23, 43 — écoutilles ; 24 — SLBM Bulava ; 25 — dispositifs rétractables ; 26 — réservoirs de remplacement de missiles ; 27 — tours de commandement et unités modulaires de guerre électronique ; 28 — centrale de production de vapeur ; 29 — 4e compartiment (missile) ; 30 — enceinte de la pompe de la centrale de production de vapeur ; 31 — 5e compartiment (missile); 33 — chambre de sauvetage escamotable; 34 — unité principale de la centrale à turbine à vapeur; 35 — 6e compartiment (réacteur); 36 — réducteur auxiliaire; 37 — 7e compartiment (turbine); 38 — 8e compartiment (mécanismes auxiliaires); 39 — cylindres du système de propulsion haute pression; 40 — arbre d'hélice; 42 — compartiment de la barre; 45 — tuyère d'échappement de l'antenne remorquée; 46 — propulseur.

## Comparaison des Boreï avec les autres SNLE
| Caractéristique                 | Le Triomphant                                                           | Ohio                                                                                    | Delta IV                                                                 | Boreï                                                         | Vanguard                                            | Jin                                             |
| ------------------------------- | ----------------------------------------------------------------------- | --------------------------------------------------------------------------------------- | ------------------------------------------------------------------------ | ------------------------------------------------------------- | --------------------------------------------------- | ----------------------------------------------- |
| Pays                            | France                                                                  | États-Unis                                                                              | Russie                                                                   | Russie                                                        | Royaume-Uni                                         | Chine                                           |
| Mise en service                 | 1997-2010                                                               | 1981-1997                                                                               | 1984-1990                                                                | 2013-                                                         | 2007 -                                              | 2010-                                           |
| Unités construites/à construire | 4/0                                                                     | 18/0                                                                                    | 7/0                                                                      | 7/5                                                           | 4/0                                                 | 6?/?                                            |
| Longueur                        | 138 m.                                                                  | 170 m.                                                                                  | 166 m.                                                                   | 170 m.                                                        | 149,9 m.                                            | 135 m.                                          |
| Diamètre                        | 10,6 × 12,5 m.                                                          | 13 m.                                                                                   | 8,8 × 12,3 m.                                                            | 10 × 13,5 m.                                                  | 12 × 12,8 m.                                        | 12,5 m.                                         |
| Déplacement en plongée          | 14 335 t.                                                               | 18 750 t.                                                                               | 18 200 t. ?                                                              | 24 000 t.                                                     | 15 600 t.                                           | 11 000 t.                                       |
| Vitesse                         | 25 nœuds (46 km/h)                                                      | 25 nœuds                                                                                | 24 nœuds (44.4 km/h)                                                     | 30 nœuds (55.5 km/h)                                          | > 25 nœuds                                          | ?                                               |
| Profondeur                      | > 400 m.                                                                | > 240 m.                                                                                | 320 m.                                                                   | 450 m.                                                        | ?                                                   | ?                                               |
| Équipage                        | 111                                                                     | 155                                                                                     | ?                                                                        | 107                                                           | 135                                                 | ?                                               |
| Missiles stratégiques           | 16 missiles M51 Entre 96 et 160 têtes de 100 kt Portée : >10 000 km     | 24 Trident II avec 12 têtes de 100 kt Portée : 11 300 km                                | 24 Layner (en) avec 4 à 12 têtes de 500/100 kt Portée : 8000 à 12 000 km | 16 Boulava avec 6 à 10 têtes de 150/100 kt Portée : 10 000 km | 16 Trident 1 à 8 têtes de 100 kt Portée : 12 000 km | 12 JL-2 1 à 8 têtes de 455 kt Portée : 7 200 km |
| Armement conventionnel          | 4 tubes lance-torpilles 18 torpilles F17 ou missiles antinavires Exocet | 4 tubes lance-torpilles uniqut version non nucléaire 154 missiles de croisière Tomahawk | 4 tubes lance-torpilles Missiles antinavires Viyuga 12 armes en tout     | 6 tubes lance-torpilles Missiles antinavires Viyuga           | 4 tubes lance-torpilles                             | ?                                               |

## Navires
En 2013, le Iouri Dolgorouki a été remis à la Flotte du Nord et le Alexandre Nevski à la Flotte du Pacifique.
| #     | Nom                     | Projet | Mise en cale     | Lancement        | Commissionné      | Flotte               | Statut           |
| ----- | ----------------------- | ------ | ---------------- | ---------------- | ----------------- | -------------------- | ---------------- |
| K-535 | Iouri Dolgorouki        | 955    | 2 novembre 1996  | 12 février 2008  | 29 décembre 2012  | Flotte du Nord       | Actif            |
| K-550 | Alexandre Nevski,       | 955    | 19 mars 2004     | 13 décembre 2010 | 23 décembre 2013  | Flotte du Pacifique  | Actif            |
| K-551 | Vladimir Monomakh,.     | 955    | 19 mars 2006     | 30 décembre 2012 | 19 décembre 2014, | Flotte du Pacifique  | Actif            |
| K-549 | Knyaz Vladimir          | 955А   | 30 juillet 2012, | 17 novembre 2017 | 12 juin 2020      | Flotte du Nord       | Actif            |
| K-552 | Knyaz Oleg              | 955А   | 27 juillet 2014, | 16 juillet 2020  | 21 décembre 2021  | Flotte du Pacifique  | Actif            |
| K-553 | Généralissime Souvorov, | 955А   | 26 décembre 2014 | 25 décembre 2021 | 29 décembre 2022, | Flotte du Pacifique, | Actif            |
| K-554 | Empereur Alexandre III, | 955А   | 18 décembre 2015 | 29 décembre 2022 | 30 novembre 2023, | Flotte du Pacifique  | Actif            |
| K-555 | Knyaz Pozharskiy        | 955А   | 23 décembre 2016 | 3 février 2024   | 2025              | Flotte du Nord       | En essais        |
|       | Prince Potemkine        | 955A   | 23 août 2021     |                  | 2028              | Flotte du Nord       | En construction, |
|       | Dimitri Donskoï         | 955A   | 23 Août 2021,    |                  | 2029              | Flotte du Nord       | En construction  |
|       | TBD                     | 955A   | 2023             |                  | 2030              | Flotte du Pacifique  | Prévu            |
|       | TBD                     | 955A   | 2023             |                  | 2031              | Flotte du Nord       | Prévu            |

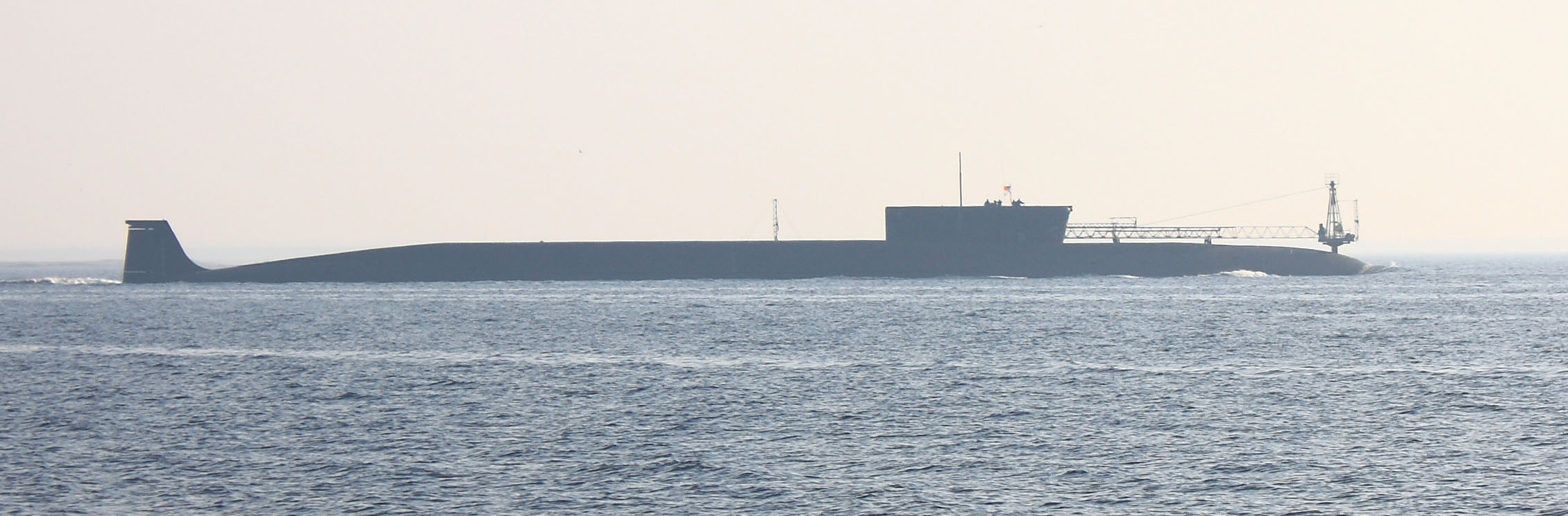
Le K-535 durant ses essais en mer.

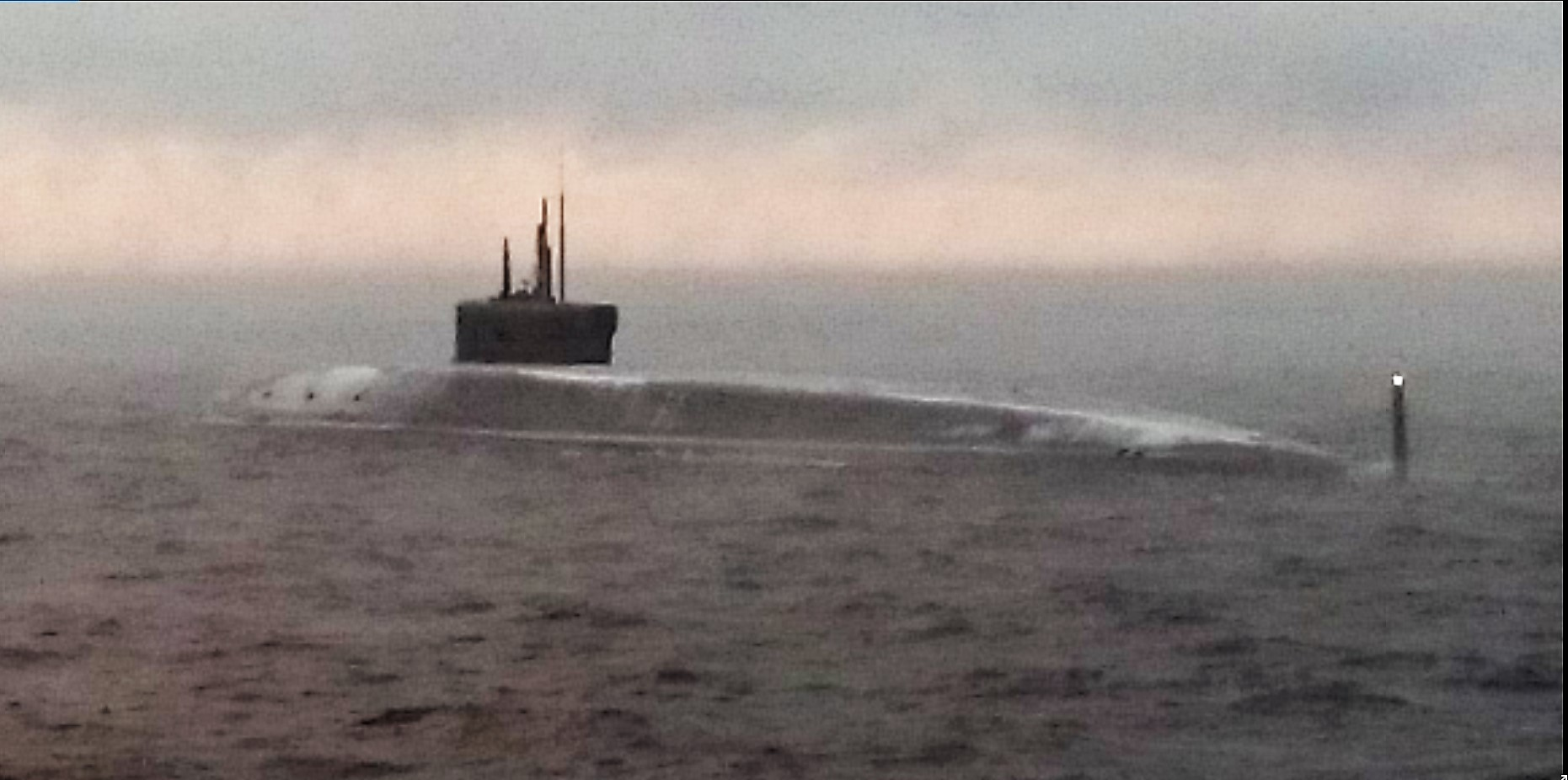
Vue arrière du Prince Vladimir en décembre 2018.

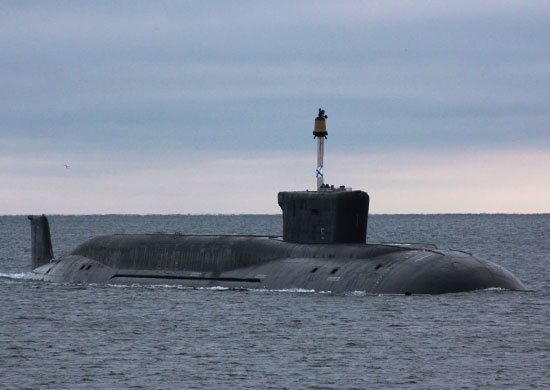
K-551 Vladimir Monomakh en mer en 2016

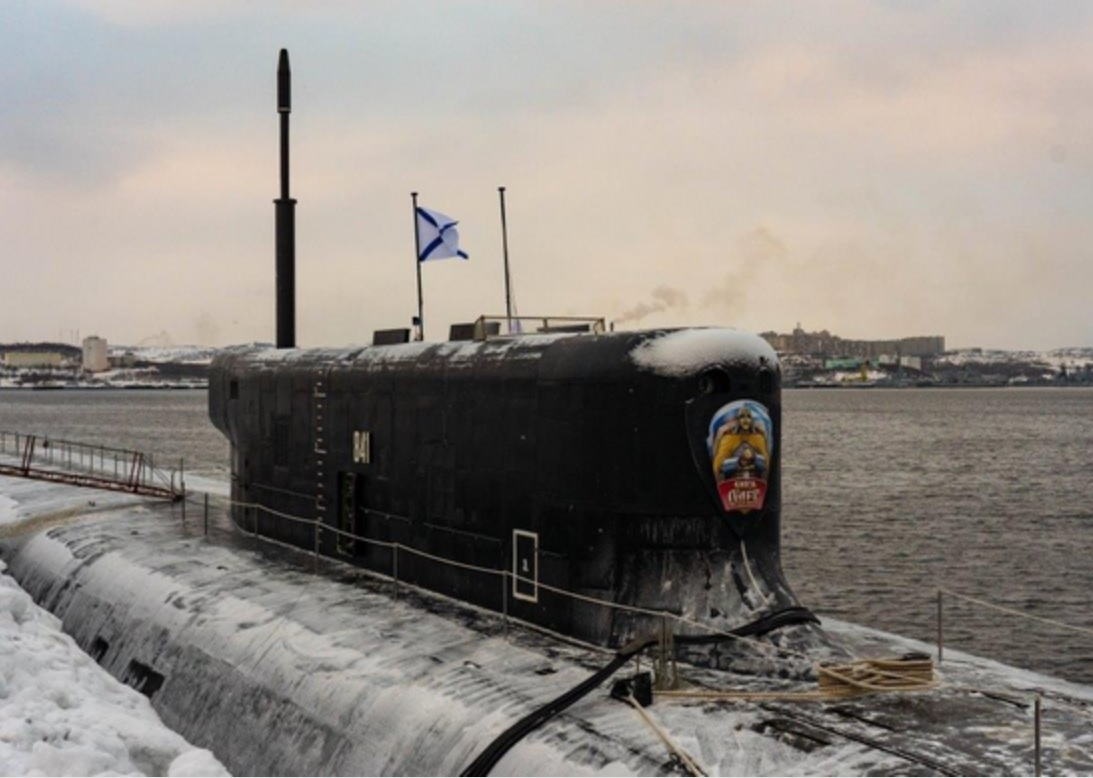
K-552 Prince Oleg en 2022

La Marine russe a prévu de disposer de huit sous-marins lanceurs d’engins du Projet 955 de la classe Boreï, à l’horizon 2020, ainsi que de cinq bâtiments du Projet 955A, une évolution du précédent.

## Armement
Les modèles de type « Projet 955 » peuvent transporter jusqu'à 16 missiles balistiques intercontinentaux R-30 Boulava (RSM-56).
Les modèles de type « Projet 955A » peuvent transporter jusqu'à 20 missiles balistiques intercontinentaux R-30 Boulava (RSM-56).